# Pacto de Territet
El Pacto de Territet fue un intento de reparar la disputa dinástica de larga data entre dos ramas españolas de Borbón y sus partidarios, conocidos como los alfonsinos y los carlistas. En septiembre de 1931 se acordó entre dos pretendientes exiliados competitivos, haciéndose pasar por Alfonso XIII y Jaime III. El acuerdo preveía que una nueva asamblea constituyente española pronunciaría quién debería ser el rey, y ambos pretendientes se comprometieron a aceptar el veredicto. También se entendía tácitamente que el siguiente rey sería Juan de Borbón y Battenberg, descendiente de la rama alfonsina pero supuestamente de principios políticos carlistas. Tras la inesperada muerte de Jaime III el acuerdo fue cuestionado por su sucesor carlista, haciéndose pasar por Alfonso Carlos I; exigió nuevas declaraciones por parte de los alfonsinos. Como no se materializaron, ambas ramas se apegaron a sus propios principios y se abandonó el trato. En la historiografía hay dudas sobre los detalles del acuerdo, y algunos autores cuestionan su existencia misma.

## Contexto

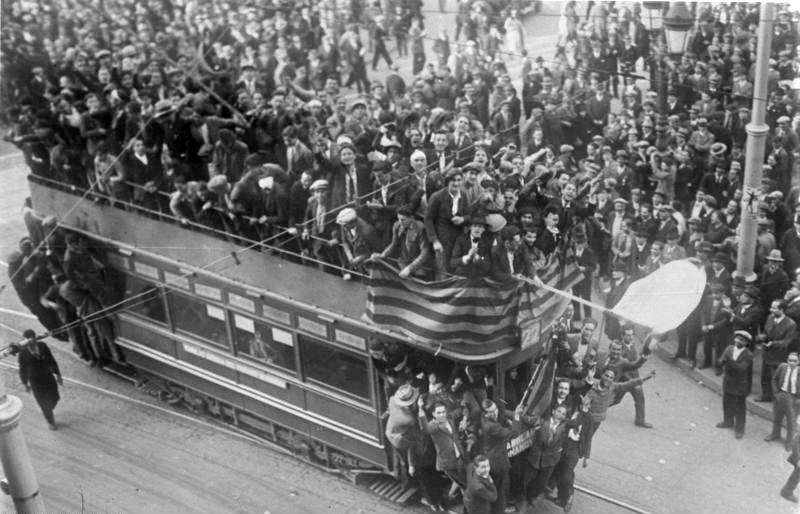
república declarada, 1931

Con la muerte de don Jaime el reclamo carlista pasó a don Alfonso Carlos, residente en Viena . Don Alfonso le envió inmediatamente una carta e incluyó el texto del Pacto de Territet, con las firmas de don Alfonso y don Jaime al pie. No está claro si ese fue el momento en que el octogenario conoció los términos exactos del acuerdo o si los conocía antes. En el verano de 1931 mantuvo correspondencia con don Jaime sobre conversaciones en curso y se mostró partidario de algún acuerdo dinástico. Sin embargo, según los informes, permaneció escéptico sobre los detalles y, según su propio relato posterior, se negó a firmar o incluso apoyar el borrador en una etapa de las negociaciones. Al responder a Don Alfonso el 7 de octubre, Don Alfonso Carlos expresó su satisfacción de que el pacto firmado beneficiaría a España, pero se mantuvo ambiguo sobre si estaba preparado para aceptarlo. A principios de diciembre de 1931, en una carta privada a uno de sus corresponsales carlistas, se refirió con aprobación a un pacto monárquico conjunto destinado a salvar a España del comunismo e insinuó una entrevista (¿por teléfono?) que había tenido con don Alfonso. Sin embargo, el contenido de la entrevista no está claro y no se sabe si Don Alfonso Carlos se declaró dispuesto a refrendar el pacto.

## Acercamiento
Habiendo salido de España desde el puerto de Valencia en abril de 1931, el ex rey Don Alfonso viajó por mar a Marsella y luego más allá hacia París . Fijó su residencia en Fontainebleau, primero en un hotel y luego en un castillo, adquirido poco después. Por aquel entonces Don Jaime, que habitualmente se desplazaba entre su palacio en el Frohsdorf austríaco y su apartamento en París, residía en la capital francesa. No está claro si los dos se conocieron en persona en París antes de fines del verano de 1931. Sin embargo, en un momento de la primavera de 1931 decidieron abrir conversaciones sobre algún tipo de acuerdo dinástico; ninguna fuente consultada proporciona información sobre quién inició las negociaciones. Tanto Don Alfonso como Don Jaime designaron a sus enviados, respectivamente Julio Dánvila Rivera y José María Gómez Pujadas. Se conocieron a finales de mayo de 1931 en San Juan de Luz, en la residencia de una legitimista francesa vizcondesa de la Gironda. A medida que encontraron perspectivas prometedoras, Dánvila y Gómez Pujadas informaron a sus reyes en consecuencia.
La correspondencia directa entre los dos pretendientes siguió antes de que Don Jaime dejara París para su tradicional residencia de verano en Frohsdorf. Formó un cuerpo informal, formado por carlistas de prestigio, a los que se consultaba sobre las propuestas. No se conocen detalles, aunque parece que en su momento se acordaron principios básicos de cierto consenso; también un llamado Comité de Acción, el organismo llamado a discutir posibles acciones violentas contra la república, continuó conversaciones con los alfonsinos en San Juan de Luz y San Sebastián. Se dice que Don Jaime estuvo fuertemente influenciado por su secretario Francisco Melgar, Rafael de Olazábal y especialmente por Gómez Pujadas, quien viajó a Frohsdorf para convencer a su rey; supuestamente desde el principio estaban decididos a trabajar hacia una fusión y hacia pasar los derechos de sucesión a la rama alfonsina. No está claro quién en el entorno directo de don Alfonso -aparte de Dánvila- empujaba hacia un trato; otros de sus negociadores nombrados son Juan de la Cierva y Peñafiel y los generales Miguel Ponte y Manso de Zúñiga y Luis Orgaz Yoldi. Siguieron más llamadas telefónicas entre Don Alfonso y Don Jaime. Los detalles y redacción de un documento escrito se dejó a Dánvila y Gómez.

## El pacto
Dánvila y Gómez acordaron el texto y habiendo obtenido la aprobación de sus monarcas firmaron el borrador en la localidad suiza de Territet el 12 de septiembre de 1931; estaba sujeto a ratificación real posterior.
El acuerdo redactado se tituló Pacto de familia y se formuló en 6 puntos, en los que los firmantes declararon que:
- 1. no intentarían restaurar la monarquía por la fuerza, instruirían a sus partidarios para que trabajaran en el espíritu de unidad monárquica y cooperarían con cualquier gobierno genuinamente español ("de orden puramente españolista") para establecer una Constituyente Cortés
- 2. no intentarían volver a entrar en España hasta que se acuerde una nueva constitución (no se referían a una constitución en el momento discutido en las Cortes republicanas, para ser adoptada en diciembre de 1931)
- 3. no requerirían que todos sus partidarios sigan el acuerdo, que es un trato familiar
- 4. aceptarían cualquier soberano designado por las Cortes Constituyentes ("Soberano hecho por las Cortes")
- 5. en caso de que Don Alfonso sea elegido rey, Don Jaime renunciaría a su pretensión y pediría a Don Alfonso Carlos que hiciera lo mismo
- 6. en caso de que don Jaime sea elegido rey, reconocería todos los derechos de don Alfonso ("reconocerá la categoría, tratamiento y beneficios que correspondian as mi primo don Alfonso") y exigiría que se nombre a su sucesor

Los estudiosos afirman que se asumió tácitamente que las Cortes se organizarían corporativamente y que, en caso de que don Jaime fuera elegido, su sucesor sería el tercer hijo de don Alfonso, don Juan  En correspondencia anterior, Don Jaime declaró que estaba listo para educar a Don Juan, que en ese momento tenía 18 años, en los principios del Tradicionalismo. El párrafo final decía –al margen de grandiosas referencias a la prosperidad de España– que el documento se firmaba en dos ejemplares. El borrador no se ha hecho público.
A fines de septiembre Don Jaime ha regresado a París. Don Alfonso lo visitó en su departamento el 22 o el 23 de septiembre (Don Jaime insistió en que, como él era el cabeza de familia, Don Alfonso debería visitarlo primero), y Don Jaime volvió a visitarlo. Don Alfonso en su castillo de Fontainebleau el 25 de septiembre de 1931. No está claro si ratificaron el borrador de Territet; algunos estudiosos afirman que sí, algunos afirman lo contrario y algunos no toman una posición firme, refiriéndose a un pacto "supuestamente firmado". Posteriormente emitieron un comunicado público, en el que declararon la voluntad común de fortalecer las relaciones familiares, que antes habían estado marcadas por discrepancias políticas, aunque no personales. El mismo documento declaraba que trabajarían juntos para construir un frente común, encargado de salvar a España de la anarquía y el comunismo. En una declaración separada posterior, emitida únicamente por don Jaime, el autor señala que "ni mi prima ni yo hemos abdicado de nuestros derechos, porque esto es simplemente una cuestión de acuerdo político sin otro fin que la felicidad de España". Ninguna de las declaraciones públicas contenía una referencia a ningún pacto familiar.
El segundo hijo de Don Alfonso (ni Príncipe de Asturias ni Don Juan) debía visitar a su tocayo Don Jaime en París el próximo domingo 4 de octubre de 1931. Sin embargo, el 2 de octubre Don Jaime murió inesperadamente a causa de un paro cardíaco; ninguna de las fuentes consultadas sugiere que estuviera relacionado de alguna manera con las conversaciones sobre la sucesión dinástica. A la misa funeral en París asistieron Don Alfonso y toda su familia, al funeral en la finca Tenuta Reale cerca de Viareggio asistió Don Alfonso Carlos.

## Hacer un seguimiento

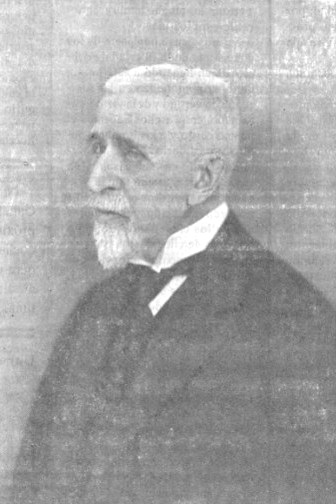
Don Alfonso Carlos

A fines de 1931, ambos demandantes designaron a sus delegados, los cuales se reunieron y mantuvieron conversaciones en Burdeos. Sin embargo, Don Alfonso Carlos comenzó a introducir sus propias condiciones y exigió que Don Juan, si se suponía que era el Príncipe de Asturias acordado, hiciera una promesa pública y oficial de que gobernaría de acuerdo con los principios tradicionalistas. El 6 de enero de 1932 se publicó una declaración en nombre de los dos Alfonso, aunque no está claro si efectivamente la firmaron. En su primer punto declaraba la voluntad de formar una formación monárquica común, que trabajaría por la restauración de la monarquía. En el segundo punto declaró que sus seguidores no estaban necesariamente obligados a seguir tal estrategia. El tercero declaraba cabeza de la Casa de Borbón y regente en funciones a don Alfonso Carlos, que en un momento oportuno convocaría a Cortes para afinar los detalles del régimen. Don Alfonso afirmó también haber aceptado el "credo tradicionalista" y se comprometió a actuar de acuerdo con los principios tradicionalistas.

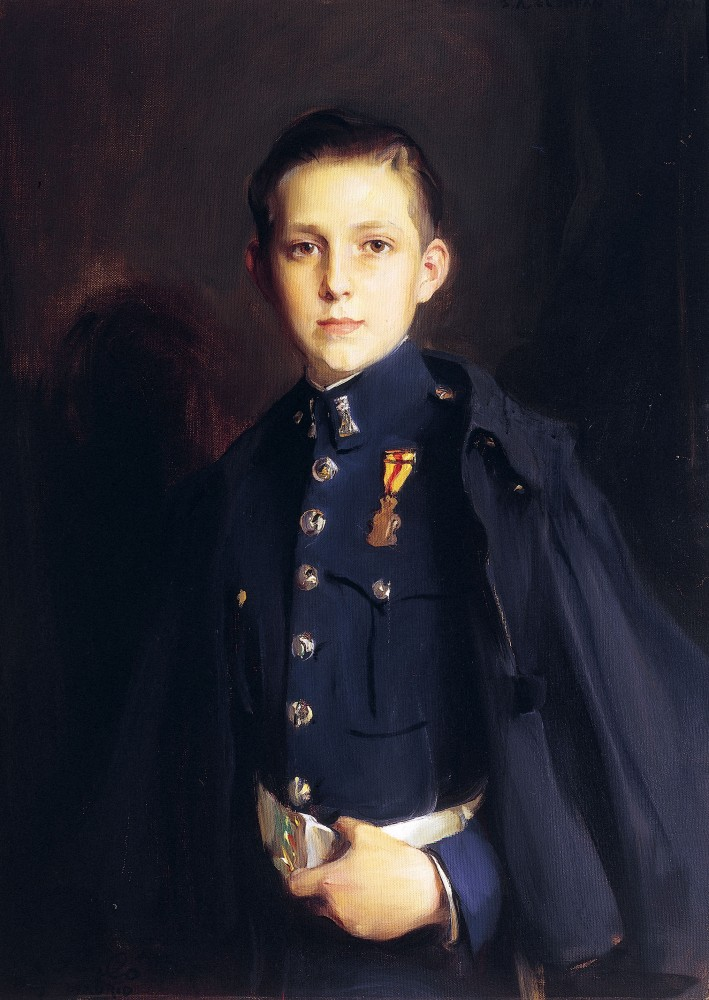
Don Juan (1927)

A fines de 1931, ambos demandantes designaron a sus delegados, los cuales se reunieron y mantuvieron conversaciones en Burdeos. Sin embargo, Don Alfonso Carlos comenzó a introducir sus propias condiciones y exigió que Don Juan, si se suponía que era el Príncipe de Asturias acordado, hiciera una promesa pública y oficial de que gobernaría de acuerdo con los principios tradicionalistas. El 6 de enero de 1932 se publicó una declaración en nombre de los dos Alfonso, aunque no está claro si efectivamente la firmaron. En su primer punto declaraba la voluntad de formar una formación monárquica común, que trabajaría por la restauración de la monarquía. En el segundo punto declaró que sus seguidores no estaban necesariamente obligados a seguir tal estrategia. El tercero declaraba cabeza de la Casa de Borbón y regente en funciones a don Alfonso Carlos, que en un momento oportuno convocaría las Cortes para concretar los detalles del régimen. Don Alfonso afirmó también haber aceptado el "credo tradicionalista" y se comprometió a actuar de acuerdo con los principios tradicionalistas.

## Nuevos diseños

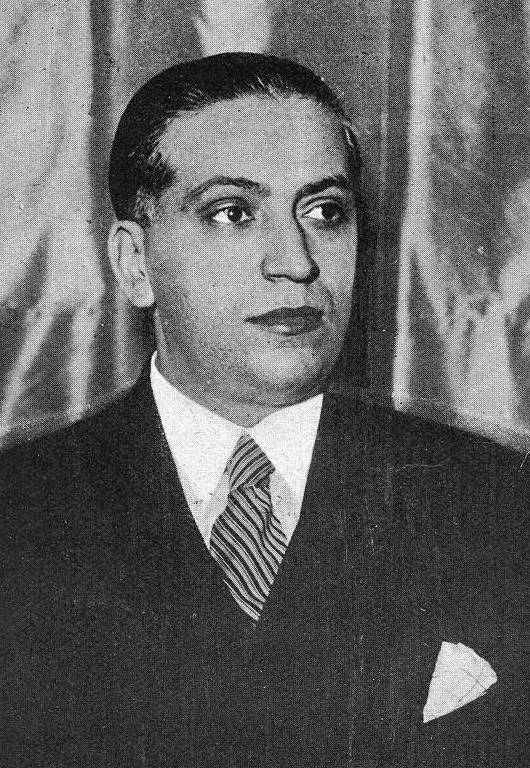
Calvo Sotelo

En septiembre de 1932 asesores de Don Alfonso, entre ellos José Calvo Sotelo, salieron con un nuevo plan. Sugirieron que Don Alfonso y sus dos hijos mayores renuncien a sus derechos a favor de Don Juan y que Don Alfonso Carlos abdique, nuevamente a favor de Don Juan, que abraza el Tradicionalismo; no se mencionó ni a las Cortes constituyentes ni a su elección. De nuevo se formaron dos equipos de negociación; se reunieron en París y mantuvieron conversaciones, presididas por don Alfonso. Según se informa, dos equipos estaban cerca de llegar a un acuerdo, incluido que Don Juan iría a Viena y viviría con Don Alfonso Carlos, aprendiendo los principios tradicionalistas. Sin embargo, Don Alfonso Carlos siguió exigiendo que Don Alfonso reconociera la legitimidad de la rama carlista. En ese momento, Don Alfonso se arrepintió o fue persuadido por sus asesores, en su mayoría el Conde de Romanones y Juan de la Cierva, de que las concesiones serían demasiado amplias. Desde fines de 1932 hubo poco seguimiento y las negociaciones entre los dos demandantes se estaban secando.
Hubo pocos avances en el transcurso de 1933, aparte de que las estructuras políticas carlista y alfonsista en España, CT y RE, formaron una alianza electoral; Don Alfonso Carlos lo aprobó a regañadientes. Muchos líderes de RE no se mostraron reacios a incorporar elementos del conjunto de herramientas ideológicas tradicionalistas, pero no necesariamente hasta el punto de negar la legitimidad a la rama alfonsina. En 1933 dos hijos mayores de don Alfonso renuncian a sus derechos de sucesión en favor de su hermano menor don Juan por su incapacidad física, pero sin relación aparente con trato alguno con los carlistas. Dentro de las filas carlistas iba en aumento la inquietud por un supuesto acuerdo con la despreciada rama liberal. La corriente conocida como cruzadistas exigió una declaración clara de que tal cosa no era posible y avanzó una solución dinástica propia; a cambio, Don Alfonso Carlos los expulsó de la Comunión.

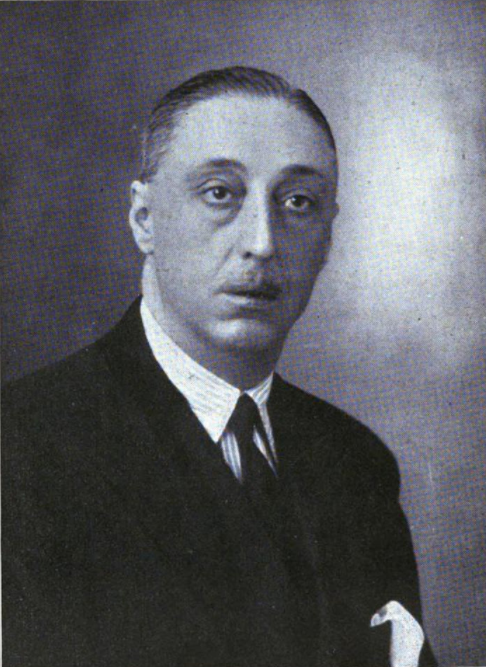
Conde Rodezno

En 1934 Don Alfonso Carlos emitió manifiestos en los que afirmaba que el reconocimiento de la legitimidad de la rama carlista es la conditio sine qua non esperada de cualquiera de sus sucesores. También obligó a dimitir al Conde Rodezno del cargo de jefe delegado, al frente de las estructuras políticas carlistas en España. Rodezno, fuertemente inclinado hacia una alianza dinástica, fue reemplazado por Manuel Fal Conde, un político hostil hacia la impía liberal rama alfonsina. Finalmente, también en 1934 Don Alfonso Carlos ordenó la retirada de TIRO, plataforma de coordinación electoral y parlamentaria con RE.
En el verano de 1935 don Alfonso viajó a Puchheim para invitar a don Alfonso Carlos a la boda de don Juan. Quizás lo vio como una oportunidad para renovar las conversaciones sobre un acuerdo de sucesión, pero Don Alfonso Carlos prefirió ceñirse a asuntos puramente familiares (y se disculpó por no asistir). Don Alfonso quedó desilusionado; esta fue la última reunión de los dos. En enero de 1936 (la decisión se hizo pública en abril de 1936) don Alfonso Carlos decidió sobre la sucesión carlista: tras su muerte el líder dinástico carlista sería Xavier Borbón-Parma, aunque no como rey sino como regente, destinado a supervisar la proceso de elección de un nuevo rey por una gran asamblea carlista. En correspondencia interna declaró explícitamente nulo y sin efecto el Pacto de Territet. No hizo más referencias al pacto antes de su muerte en septiembre de 1936. Tampoco los alfonsinos; Don Alfonso al abdicar y Don Juan al asumir la pretensión en 1941 mencionan ningún acuerdo con los carlistas.

## Revisión de propuestas dinásticas

Escudo de armas de Alfonso XIII

Durante todas las conversaciones dinásticas en 1931-1936 hubo efectivamente 4 propuestas sobre la mesa:
- 1. que a) la asamblea constituyente elige a don Alfonso oa don Jaime; b) el reclamante no elegido renuncia a su pretensión; c) cualquiera que sea la elección, el rey siguiente sea Don Juan; d) Don Juan acepta los principios Tradicionalistas. En esta versión no se menciona qué dinastía, la alfonsina o la carlista, era legítima. Esta fue la propuesta aparentemente pactada como Pacto de Territet, pero efectivamente rechazada por Don Alfonso Carlos
- 2. la propuesta similar al Pacto de Territet (con Don Alfonso Carlos reemplazando al difunto Don Jaime), pero con un punto adicional, a saber, que Don Alfonso declara la legitimidad de la rama carlista (e ipso facto, que su propia rama no tenía legitimidad desde 1833 hasta este momento). Esta fue la propuesta adelantada por Don Alfonso Carlos y discutida entre finales de 1931 y finales de 1932, pero rechazada por Don Alfonso.
- 3. que a) Don Alfonso renuncia a su pretensión y sus dos hijos mayores renuncian a sus derechos de sucesión, todo a favor de Don Juan; b) don Alfonso Carlos abdica en favor de don Juan; c) Don Juan acepta los principios Tradicionalistas. Esta fue la propuesta adelantada por los alfonsinos a finales de 1932, pero rechazada por Don Alfonso Carlos
- 4. que a) Don Alfonso declara la legitimidad de la rama carlista (declarando de nuevo ipso facto que su propia rama no ostentaba legitimidad desde 1833 hasta este momento); b) Don Alfonso Carlos abdica, ya sea a favor de don Alfonso o de don Juan. Esta fue la propuesta adelantada por Don Alfonso Carlos desde mediados de 1932 y la que pudo haber esperado hasta 1936, pero rechazada por Don Alfonso.

Durante décadas posteriores hubo otros intentos de poner fin al conflicto dinástico. En la década de 1940 dentro del carlismo existía una corriente conocida como juanismo o rodeznismo, que propugnaba que bajo la regencia de don Javier y siguiendo las directrices del difunto don Alfonso Carlos, se organizara una gran asamblea carlista; durante esa asamblea representantes de esta corriente esperaban que Don Juan fuera declarado rey carlista. La asamblea en cuestión nunca se ha materializado y a mediados de la década de 1950 parece que don Javier pretendía asumir él mismo la pretensión. En respuesta, representantes de la misma corriente juanista abrieron conversaciones directas con Don Juan; en 1957 en un acto oficial y pomposo aceptó solemnemente los principios tradicionalistas y fue proclamado rey por un importante y prestigioso grupo de carlistas. Esperaban marginar a los partidarios de Don Javier, pero en cambio se encontraron en minoría. Desde mediados de la década de 1960 hubo carlistas individuales pero bastante numerosos, cada vez más distanciados por el nuevo giro ideológico de los Borbón-Parmas, que se volcaron hacia el hijo de Don Juan, Don Juan Carlos. Muchos de ellos lo reconocieron posteriormente como rey Juan Carlos I, aunque no de forma colectiva ni oficial.

Estandarte carlista

Hoy no existe ninguna corriente dentro del carlismo que declare lealtad a Felipe de Borbón y Grecia como al rey Felipe VI. Hay facciones que apoyan a Sixto Enrique de Borbón-Parma y Bourbon-Busset, Carlos Javier de Borbón-Parma y Nassau, Domingo de Habsburgo-Toscana y Hohenzollern-Sigmaringen,  o que no apoyan a ninguna persona en particular y cualquier rama en particular. También hay una rama que reivindica la identidad carlista pero rechaza la monarquía por completo. Los alfonsinos están muy unidos detrás del gobernante actual, aunque sus filas disminuyen a medida que el monarquismo es cada vez menos popular en España.

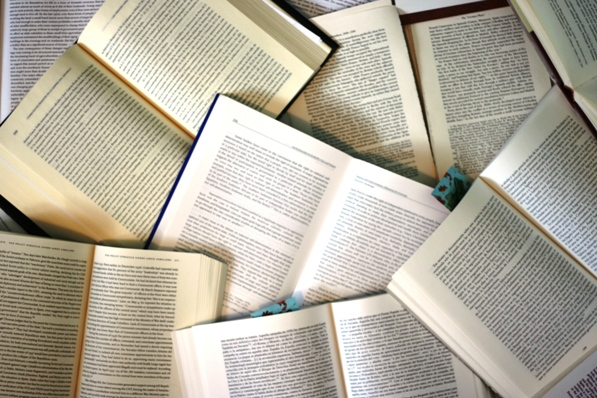

## En historiografía
Entre los eruditos que tienden a aceptar que el Pacto de Territet se ha concluido, hay varias opiniones sobre su destino. Algunos afirman que se inspiró en el llamado Pacto de Dover de 1912, un acuerdo supuestamente firmado por ramas exiliadas de los portugueses de Braganza, que avanzó una solución dinástica muy similar. La mayoría de los autores apuntan que, una vez marginados, alfonsinos y carlistas (o don Alfonso y don Jaime personalmente) se encontraron políticamente más unidos y decidieron tragarse la enemistad histórica en pos de un objetivo común, que es la restauración monárquica en España. Aunque puede haber dudas sobre la buena voluntad de uno o ambos pretendientes, se sugiere que decidieron unir fuerzas sin abandonar su propia lógica dinástica, y algunos lo califican como un "acuerdo relativamente sensato". La mayoría de los trabajos apuntan a la iniciativa personal de ambos miembros de la realeza y la presentan no como una acción desencadenada por sus seguidores, sino como una iniciativa personal que tuvo que superar serias dudas entre la base.